# Deinekivka, Dîkanka
Deinekivka (în ucraineană Дейнеківка) este un sat în comuna Neliubivka din raionul Dîkanka, regiunea Poltava, Ucraina.

## Demografie
Componența lingvistică a localității Deinekivka
     Ucraineană (89,47%)
     Rusă (10,53%)
Conform recensământului din 2001, majoritatea populației localității Deinekivka era vorbitoare de ucraineană (89,47%), existând în minoritate și vorbitori de rusă (10,53%).